# Меч Боабділа

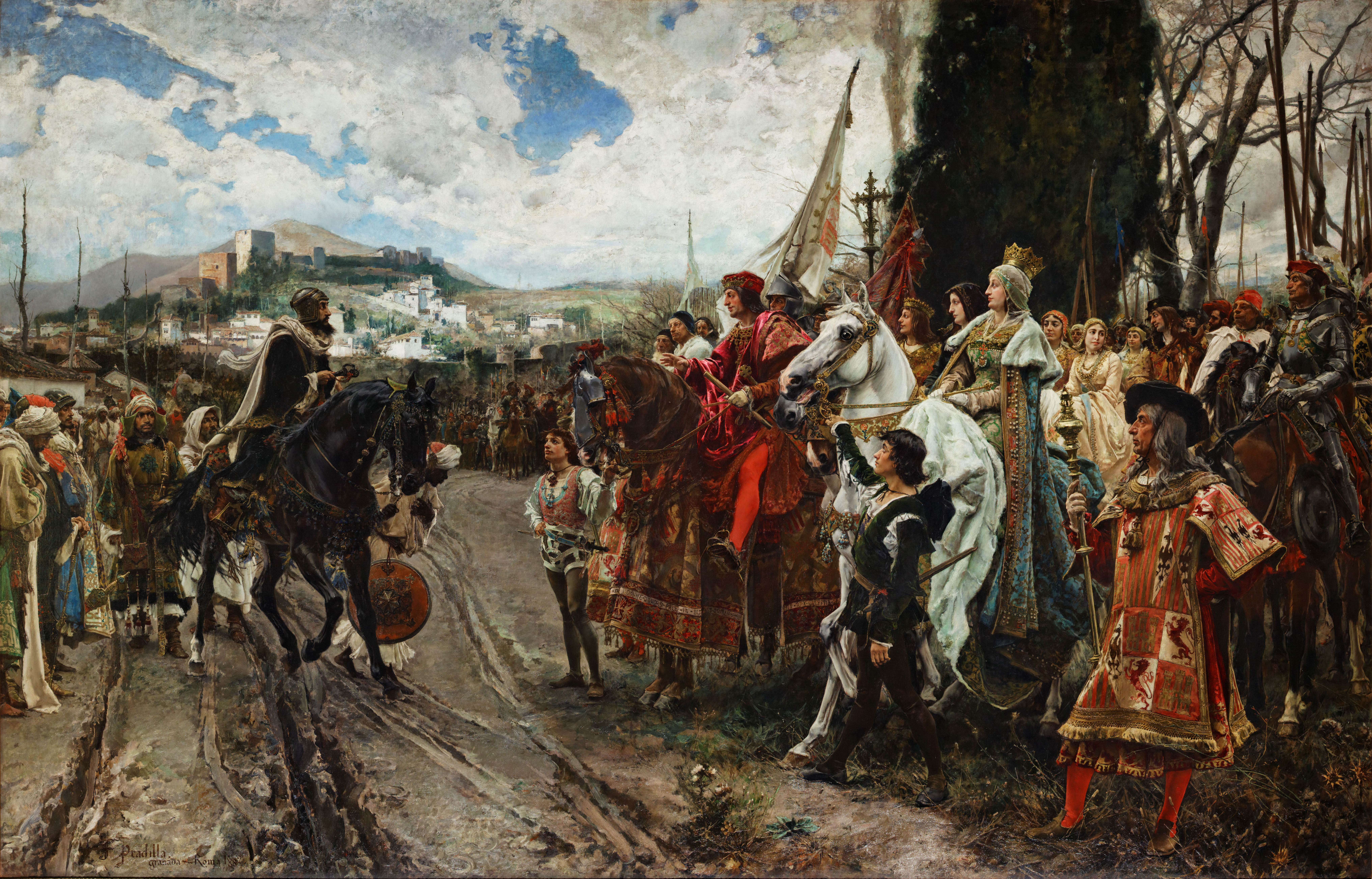
Франсиско Праділья Здача Гранади, 1882 р. Емір Боабділь передає ключі від Гранади католицьким королям.

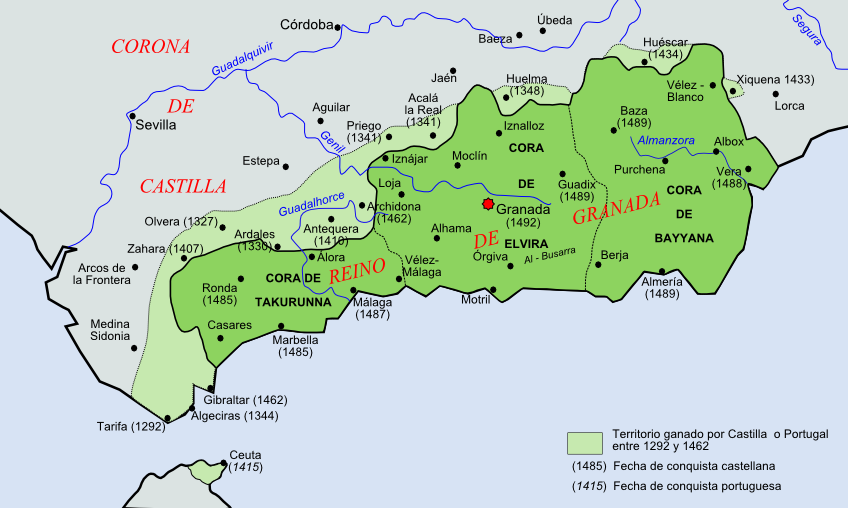
Область впливу мусульманського Гранадського Емірату у 1492.

Меч Боабділа — меч Абу Абд Мухаммада ібн Алі (араб. أبو عبد الله محمد ابن علي), останнього еміра Гранади, відомого як Мухаммед XI з династії Насрідів. Християни називали його Боабділь або Боабділь Малий, також за життя широко вживалося прізвисько الزغابي Al-Zugabi, «Нікчемний» (роки життя Гранада, 1452 — Фес, 1533).

## Опис
Це типовий меч, що вироблялися за правління Насрідів, та були завезені до «мусульманського» півострова племенами берберів. Меч прямий, одноручний, двосічний, з долом до половини клинка, веретеноподібне руків'я з круглим навершям. Такі мечі вирізнялися клопіткою роботою та високою якістю обробки ефесів.
Меч Боабділа виковано зі сталі, довжина 97 см. Руків'я вироблене зі срібла, золота і різьбленої слонової кістки. Піхви виконані з дубленої шкіри, вкритою емаллю, сріблом, шовком та золотом.

## Зберігання
Меч Боабділа зберігається в Музеї Збройних сил у Толедо.